# Champions olympiques ukrainiens
Liste des sportifs ukrainiens (par sport et par chronologie) médaillés d'or lors des Jeux olympiques d'été et d'hiver, à titre individuel ou par équipe, de 1994 à 2020.

## Jeux olympiques d'été

### Aviron
| Nom                                                                        | Discipline(s)        | Année(s) |
| Kateryna Tarasenko Nataliya Dovhodko Anastasiia Kozhenkova Yana Dementieva | Quatre de couple (F) | 2012     |

### Athlétisme
| Nom                | Discipline(s)   | Année(s) |
| Inessa Kravets     | Triple saut (F) | 1996     |
| Nataliya Dobrynska | Heptathlon (F)  | 2008     |

### Boxe
| Nom               | Discipline(s)                         | Année(s) |
| Vladimir Klitchko | Poids super-welters Plus de 91 kg (H) | 1996     |
| Vasyl Lomachenko  | Poids plume 54 – 57 kg (H)            | 2008     |
| Vasyl Lomachenko  | Poids légers - 60 kg (H)              | 2012     |
| Oleksandr Usyk    | Poids lourds - 91 kg (H)              | 2012     |

### Canoë-kayak
| Nom                    | Discipline(s) | Année(s)   |
| Inna Osypenko-Radomska | K1 500 m (F)  | 2008       |
| Yuriy Cheban           | C1 200 m (H)  | 2012, 2016 |

### Escrime
| Nom                                                    | Discipline(s)         | Année(s) |
| Olena Khomrova Olha Kharlan Olha Zhovnir Halyna Pundyk | Sabre par équipes (F) | 2008     |
| Yana Shemyakina                                        | Epée individuelle (F) | 2012     |

### Gymnastique

#### Gymnastique artistique
| Nom               | Discipline(s)                   | Année(s) |
| Lilia Podkopayeva | Concours général individuel (F) | 1996     |
| Lilia Podkopayeva | Sol (F)                         | 1996     |
| Rustam Sharipov   | Barres parallèles (H)           | 1996     |
| Valeriy Honcharov | Barres parallèles (H)           | 2004     |

#### Gymnastique rythmique et sportive
| Nom                      | Discipline(s)            | Année(s) |
| Ekaterina Serebrianskaya | Épreuve individuelle (F) | 2000     |

#### Trampoline
| Nom           | Discipline(s)  | Année(s) |
| Yuriy Nikitin | Individuel (H) | 2004     |

### Haltérophilie
| Nom               | Discipline(s)              | Année(s) |
| Timur Taymazov    | Poids lourds 99–108 kg (H) | 1996     |
| Nataliya Skakun   | Moins de 63 kg (F)         | 2004     |
| Oleksiy Torokhtiy | Moins de 105 kg (H)        | 2012     |

### Lutte
| Nom                | Discipline(s)                                    | Année(s) |
| Vyacheslav Oliynyk | Lutte gréco-romaine Poids mi-lourds 82–90 kg (H) | 1996     |
| Irini Merleni      | Lutte libre Poids mouche -48 kg (F)              | 2004     |
| Elbrus Tedeyev     | Lutte libre Poids léger 60–66 kg (H)             | 2004     |

### Natation
| Nom            | Discipline(s)          | Année(s) |
| Yana Klochkova | 200 mètres 4 nages (F) | 2000     |
| Yana Klochkova | 400 mètres 4 nages (F) | 2000     |
| Yana Klochkova | 200 mètres 4 nages (F) | 2000     |
| Yana Klochkova | 400 mètres 4 nages (F) | 2000     |

### Tir
| Nom              | Discipline(s)                | Année(s) |
| Mykola Milchev   | Skeet (H)                    | 2000     |
| Olena Kostevych  | Pistolet 10 m (F)            | 2004     |
| Artur Ayvazyan   | Carabine 50 m tir couché (H) | 2008     |
| Oleksandr Petriv | Pistolet 25 m tir rapide (H) | 2008     |

### Tir à l'arc
| Nom          | Discipline(s)            | Année(s) |
| Viktor Ruban | Épreuve individuelle (H) | 2008     |

### Voile
| Nom                               | Discipline(s)  | Année(s) |
| Yevhen Braslavets Ihor Matviyenko | Classe 470 (H) | 1996     |

## Jeux olympiques d'hiver

### Biathlon
| Nom                                                          | Discipline(s) | Année(s) |
| Vita Semerenko Juliya Dzhyma Valj Semerenko Olena Pidhrushna | 4 × 6 km      | 2014     |

### Patinage artistique
| Nom          | Discipline(s) | Année(s) |
| Oksana Baiul | Femmes        | 1994     |